# 葡聚糖
葡聚糖（英語：glucan）又稱聚葡萄糖、葡萄聚糖，是由醣苷鍵连接的D-葡萄糖单体组成的多糖。很多β-葡聚糖在医学上有重要作用。化学式为(C6H10O5)n

## 类型
α-、β-和数字说明了葡聚糖的构型和O-醣苷鍵类型（数字代表两个单糖分子碳原子的编号；在D系糖中，α代表半缩醛羟基在碳环下、β代表半缩醛羟基在碳环上）。

### α-葡聚糖
| 結合类型         | 名称       | 主要存在场所 |
| ---------------- | ---------- | ------------ |
| α-1,4-葡聚糖     | 直鏈澱粉   | 大米         |
| α-1,4/1,6-葡聚糖 | 糖原       | 動物         |
| α-1,4/1,6-葡聚糖 | 支链淀粉   | 糯米         |
| α-1,4/1,6-葡聚糖 | 普鲁兰多糖 | 酵母         |
| α-1,6-葡聚糖     | 右旋糖酐   | 乳酸菌       |

### β-葡聚糖
| 結合类型           | 名称         | 主要存在场所   |
| ------------------ | ------------ | -------------- |
| β-1,3/1,6-葡聚糖   | 海带多糖     | 海草、蕈類     |
| β-1,3/1,6-葡聚糖   | 热凝胶多糖   | 細菌           |
| β-1,3/1,6-葡聚糖   |              | 植物           |
| β-1,4-葡聚糖       | 纤维素       | 植物           |
| β-1,3-葡聚糖       | 金藻昆布多糖 | 金藻门         |
| β-1,6:β-1,3-葡聚糖 | 香菇多糖     | 香菇，嚴格鈍化 |
| β-1,3/1,4-葡聚糖   | 地衣多糖     | 地衣           |
| β-1,3/1,6-葡聚糖   | 平菇多糖     | 平菇           |
| β-1,3-葡聚糖       | 酵母聚糖     | 酵母           |
| β-1,3-葡聚糖       | 黑木耳多糖   | 黑木耳         |

## 性质
葡聚糖较广为人知的普遍性质包括对口腔中酸及酶的抵抗力以及不溶水性。
1. Dextran，又称右旋糖酐，为细菌性多糖之一。是由在蔗糖溶液中培养的细菌[肠膜明串珠菌（Leuconostoc mesenteroides），葡聚糖明串珠菌（L．dextranicum）]的葡聚糖蔗糖酶催化下列反应而生成的：n蔗糖→葡聚糖+n果糖。在氧化葡糖杆菌工业亚种（Gluconobacter ox-ydans subsp．industrius）[以前将含有这种物质的菌称为粘稠醋杆菌（Acetobacterviscosum）和荚膜醋杆菌（A．capsulatum）]中，由糊精合成葡聚糖。葡聚糖的种类很多，仅由D-葡萄糖组成，主链是α（1，6）键，也有α（1，4）或α（1，3）键的支链。葡萄糖为白色粉末，在水中加一点点即可产生很强的右旋性。医药上用作代用血浆。

1. Glucan（Glucosan），為D-葡萄糖單體藉由糖苷鍵的鍵結所形成的多醣。由于D-葡萄糖残基彼此间结合样式的不同而分为多种，广泛分布于微生物、植物、动物界。其中代表性的有细菌的多缩葡萄糖（由α-1，6键的主链上支出以α-1，4和α-1，6键的侧链），褐藻类的海带多糖（lami-narin，主要以β-1，3键），地衣类的木聚糖（β-1，4和β-1，3键），高等植物的纤维素、（β-1，4结合），直链淀粉（α-1，4键），支链淀粉（由α-1，4键的主链上支出α-1，6键的侧链），动物的糖原等。它具有高的比旋光度【α】厍+199°（水）；部分水解主要得到异麦芽糖。葡聚糖在输血过程中可代替一部分全血，作为血浆体积的扩充剂（称为代血浆）。商品血浆代用品是部分解聚的葡聚糖，溶于生理盐水。葡聚糖是由数个葡萄糖分子聚合而成的同多糖。葡聚糖不是单糖而是低聚糖，葡聚糖按照组成它的单糖－葡萄糖的单元数目，分为葡聚糖10万，葡聚糖14万，葡聚糖2万等等系列聚合物。